# Henry Bach
Pour les articles homonymes, voir Bach (homonymie).
François Auguste André Henry Bach est un architecte français (né le 26 décembre 1815 à Castanet-Tolosan - mort le 10 mai 1899 à Toulouse). Il est principalement actif à Toulouse et dans sa région, et devient architecte de la ville. Lié aux milieux catholiques, il dirige la construction de plusieurs églises et institutions religieuses.

## Biographie
Issu d'une famille pieuse, Henry Bach est le frère du jésuite Auguste Bach, membre de la communauté de Toulouse. En 1833 il s'inscrit à l'École des Beaux-Arts et des Sciences Industrielles de Toulouse pour suivre l'enseignement de l'architecture. Cinq ans plus tard, en 1838, il remporte le prix municipal qui, accompagné d'une bourse, ouvrait les portes de l'École Nationale des Beaux-Arts de Paris. Il complète sa formation en travaillant dans l'atelier de Félix Duban, un des plus réputés de la capitale. Rappelé à Toulouse, il devient professeur d'architecture à l'École des Beaux-Arts. Parmi ses élèves, on compte Joseph Galinier, architecte de la ville de Toulouse. 
Il est choisi pour élever l'église du Gésu. Cette réalisation lui apporte une grande notoriété dans les milieux catholiques de la ville. Promoteur du style néo-gothique avec l'architecte Auguste Delort, il conçoit les églises de plusieurs congrégations installées à Toulouse parmi lesquelles les Jésuites, les Capucins, les Filles de la Croix, les Dominicains et les Frères de la doctrine chrétienne. 

## Principales réalisations
- 1854-1861 : église du Gésu à Toulouse (no 22 bis rue des Fleurs).
- 1856-1858 : succursale de la Banque de France (no 4 rue Antoine-Deville).
- 1857-1858 : église Saint-Jérôme à Toulouse (no 2 bis rue du Lieutenant-Colonel-Pélissier). Achèvement de l'œuvre de Pierre Levesville
- 1860 : chapelle du lycée Sainte-Marie-de-Nevers à Toulouse (no 10 rue du Périgord)
- 1864 : Grand hôtel Capoul à Toulouse (no 13 place du Président-Thomas-Wilson ; no 6 rue du Rempart-Villeneuve ; no 7 place Victor-Hugo : façade de la rue du Rempart-Villeneuve.
- 1865 : château de Montauriol (100 boulevard Hubert-Gouze) à Montauban.
- 1865 : immeuble à Toulouse (no 44 rue de Metz) : construction de trois nouvelles travées.
- 1866 : hôtel de Lassus à Toulouse (no 62-64 rue du Taur) : nouveaux édifices sur la place Saint-Sernin.
- 1868 : lycée de garçons (actuel collège Pierre-de-Fermat) à Toulouse (no 1 rue Léon-Gambetta) : bâtiment à l'alignement de la rue Gambetta.
- 1868 : hôtel particulier à Toulouse (no 2 rue Pierre-de-Fermat) : surélévation du 3e étage.
- 1868 : hôtel de Buet à Toulouse (no 5 rue de la Pomme) : nouvelle façade sur rue.
- 1869 : immeuble à Toulouse (no 20 rue Sainte-Anne).
- 1872 : immeuble à Toulouse (no 41 rue des Filatiers).
- 1872 : immeuble à Toulouse (no 43 rue des Filatiers).
- 1873 : immeuble à Toulouse (no 45 rue des Filatiers).
- 1873-1875 : « le Caousou », collège et lycée d'enseignement privé catholique (no 42 avenue Camille-Pujol).
- 1876-1880 : orphelinat de l'Immaculée-Conception à Toulouse (no 1 allée Frédéric-Mistral) : chapelle.
- 1877 : chapelle Sainte-Claire du Salin à Toulouse (no 31 rue de la Fonderie) : reprise des voûtements de la nef.
- 1878 : petit séminaire de Mende (Lozère), actuels lycée Jean-Antoine Chaptal et collège Henri Bourillon.
- 1878-1882 : église Notre-Dame-de-l'Assomption à Montbeton (Tarn-et-Garonne).
- 1879 : immeuble Roque d'Orbcastel (no 30 rue Théodore-Ozenne).
- 1879-1881 : couvent des Dominicains à Toulouse (no 3 rue Espinasse) : église Saint-Thomas-d'Aquin.
- 1880 : chapelle Notre-Dame-de-Lourdes à Toulouse (no 42 bis rue des Trente-Six-Ponts).
- 1880 : succursale de la Caisse d'Épargne à Toulouse (rue Riguepels).
- 1881 : clocher de l' église Notre-Dame de la Dalbade à Toulouse (no 34 rue de la Dalbade) .
- 18?? : église Saint Barthélémy à Plaisance-du-Touch (rue du 8-Mai-1945) : tambour et tribune.